# Walther Moreira Salles
Walther Moreira Salles (Pouso Alegre, 28 de maio de 1912 — Petrópolis, 27 de fevereiro de 2001) foi um empresário, banqueiro, diplomata e advogado brasileiro, formado na Faculdade de Direito do Largo de São Francisco, da Universidade de São Paulo.

## História

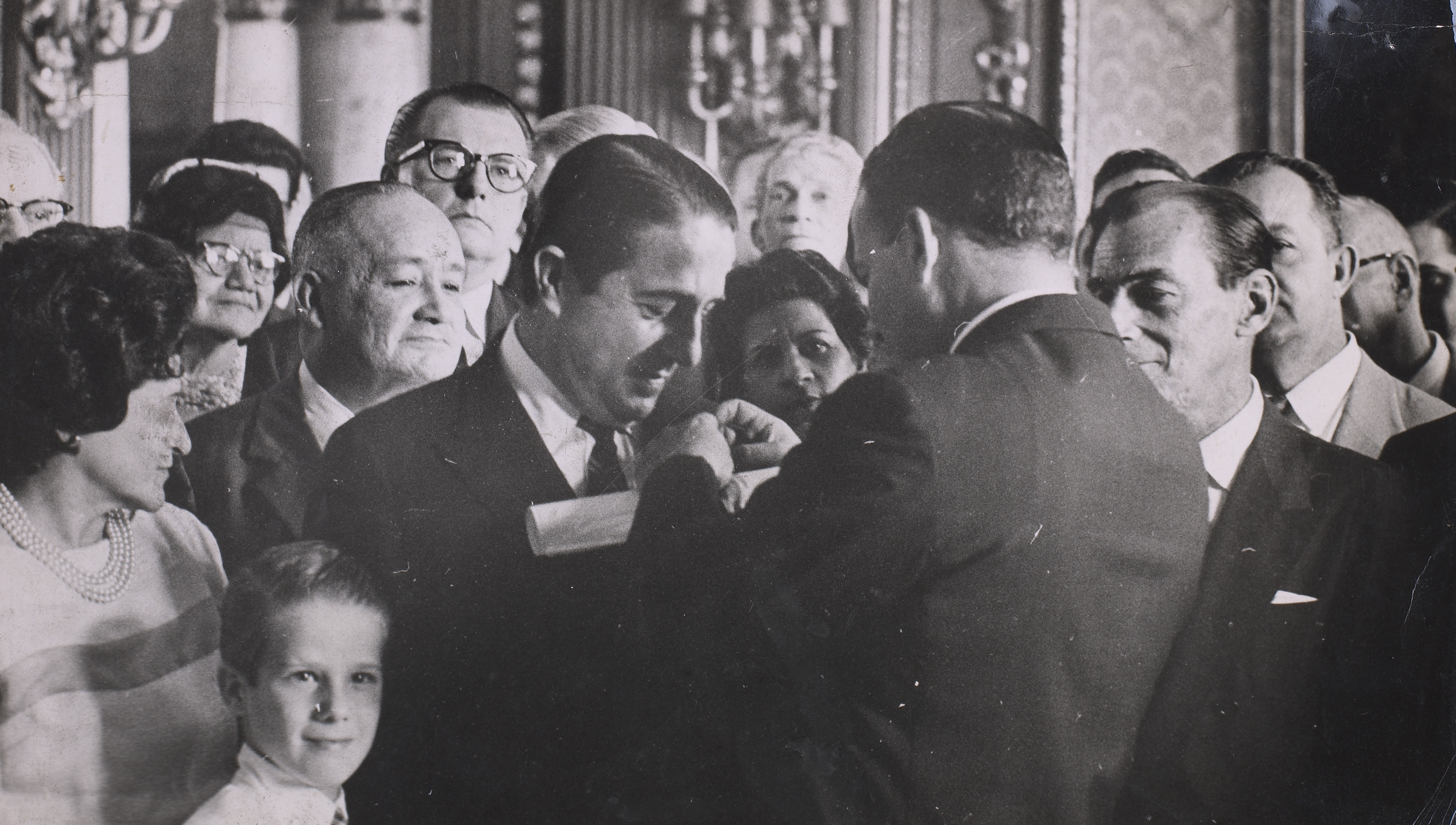
Em 1963.

Em 1920 seu pai, João Moreira Salles, fundou em Poços de Caldas  a Casa Bancária Moreira Salles. Em 1933 Walther tornou-se sócio da casa que, em 15 de julho de 1940, foi elevada à condição de Banco Moreira Salles, após fusão com mais três bancos da região. Em 1967 o nome da instituição foi mudado para União de Bancos Brasileiros S.A. e, em 1975, o conglomerado financeiro passou a ser denominado como Unibanco.
Desde 1932, foi um dos primeiros líderes da Ação Integralista Brasileira em São Paulo, tendo permanecido no movimento até o Estado Novo.
O banqueiro Moreira Salles era muito mais conhecido como embaixador, posto que exerceu em Washington durante o segundo governo de Getúlio Vargas. Além disso, foi ministro da Fazenda do Brasil no gabinete parlamentarista do presidente João Goulart. Ganhou a admiração do presidente Juscelino Kubitschek pela fama de conciliador em suas incursões diplomáticas. Foi um dos negociadores da dívida externa brasileira na década de 1950, em três ocasiões, nos governos dos presidentes Getúlio Vargas, Juscelino Kubitschek e Jânio Quadros. Na mesma década, financiou o lançamento do jornal Última Hora de Samuel Wainer.
Durante os meses que antecederam o Golpe de 1964 manteve-se como interlocutor de João Goulart e também do embaixador norte-americano Lincoln Gordon. Após o Ato Institucional Número Cinco, o general Jaime Portela de Melo quis constrangê-lo, tentando convocá-lo para depor; Delfim Netto foi contra e levou o caso a Costa e Silva que bloqueou a convocação. Nesta época, a União de Bancos Brasileiros era o quinto maior grupo financeiro do Brasil, com 333 agências bancárias.
Conhecido pelas maneiras gentis e gosto refinado, fazia a figura de milionário elegante, sendo o brasileiro predileto dos irmãos Rockefeller. Sua esposa, Elisinha, era considerada uma das mais bem vestidas do mundo. O embaixador tinha muitos amigos famosos, dentre eles o roqueiro Mick Jagger, o ex-presidente Fernando Henrique Cardoso[carece de fontes?] e a atriz Greta Garbo.
No início dos anos 1990, foi fundado o Instituto Moreira Salles, uma entidade de assistência à cultura do país.
No Unibanco, o prêmio Walther Moreira Salles, que o homenageia, é o mais importante prêmio interno da instituição. É concedido uma vez ao ano àqueles que são os responsáveis por projetos de excelência e que contribuíram para a evolução e atuação do banco.
Há uma sala no Ibmec São Paulo, atual Insper, com seu nome, em homenagem.
Uma das cinco torres do Centro Empresarial Itaú Unibanco localizado no bairro do Jabaquara também recebeu seu nome.

## Vida pessoal
Salles casou-se três vezes: aos 28 anos, com Helène Matarazzo, com quem teve Fernando; separou-se no final dos anos 1950 e casou-se com Elisa Gonçalves, mãe dos outros três filhos, permanecendo com ela até o início dos anos 1970. Em 1986, conheceu Lúcia Moreira Salles, sua última companheira. Deixou quatro filhos: Pedro Moreira Salles, atual presidente do conselho do Itaú Unibanco, o cineasta Walter Salles (de nome Walter Moreira Salles Júnior), o documentarista João Moreira Salles e o editor Fernando Roberto Moreira Salles.

## Morte
O embaixador, banqueiro e advogado de formação morreu aos 88 anos, em 2001, em Araras, distrito de Petrópolis, no estado do Rio de Janeiro. A causa da morte não foi revelada pela família.